# Ernst Cordell
Ernst Cordell (* 13. Februar 1900 in Recklinghausen; † 18. Oktober 1971 in Freiburg im Breisgau) war ein deutscher Ingenieur. Er war als Oberbaudirektor Leiter der Gas- und Wasserwerke Freiburg.

## Werdegang
Cordell ging zwischen 1920 und 1924 an der Technischen Hochschule Hannover einem Studium des Maschineningenieurwesens nach, das er mit der Diplom-Hauptprüfung abschloss. Im Anschluss war er zwei Jahre bei einer im Ruhrgebiet ansässigen Kokerei in der Entwicklung, Montage und Inbetriebnahme von Nebenproduktanlagen eingesetzt. Von 1926 an war er beim Gas- und Wasserwerk der Stadt Eisenach angestellt und zeichnete dort für die Planung und Bauleitung eines neuen Gaswerks und einer Mitteldruck-Gasversorgung verantwortlich. Im Herbst 1929 trat er in den Dienst der Gas- und Wasserwerke der Stadt Freiburg i. Br., die bis zu seiner Versetzung in den Ruhestand seine berufliche Heimstatt blieben. Er zog am 1. Oktober 1934 die in die Stadt Freiburg. Zunächst war er in der Schenkendorffstraße 1 wohnhaft, ab Oktober 1945 in Vierlinden 7. Er war verheiratet mit Maria Cordell geborene Dionysius.
Er befasste sich zunächst mit der Errichtung eines neuen Gaswerks im Mooswald und dem Bau von Mittel- und Hochdruck-Gasleitungen. Für die Wasserversorgung der Stadt wurde das Zartener Becken ausgebaut, neue Tiefbrunnen erschlossen und eine Sickergalerie erstellt. Im April 1937 wurde ihm die Leitung der Städtischen Gas- und Wasserwerke und die technische Geschäftsführung der Gasfernversorgung Oberbaden GmbH übertragen. Bis 1954 baute er die Anlagen der Freiburger Gasversorgung auf eine Leistung von 100.000 m³ pro Tag aus. 1956 kam eine Kohlenwassergasanlage mit Ölkarburierung mit einer Tagesleistung von 80.000 m³ dazu. Für die Wasserversorgung wurden die Versorgungsleitungen stufenweise ausgebaut, große Wasserschutzgebiete erschlossen und ab 1962 der Bau eines neuen Wasserwerks bei Hausen an der Möhlin betrieben.
Nach Ende des Zweiten Weltkriegs wurde Cordell von den französischen Militärbehörden mit dem Wiederaufbau der Gasversorgung in Südbaden beauftragt. Auf seine Initiative hin wurde 1947 der Verband der Gas- und Wasserwerke Badens gegründet und er zu dessen erstem Vorsitzenden gewählt. Er war Mitglied im Vorstand des Verbands der Deutschen Gas- und Wasserwerke (VGW), Beiratsmitglied der Wirtschaftlichen Vereinigung Deutscher Gaswerke AG (WV) und Vorstandsmitglied der Landesverbände Baden-Württemberg des Verbands kommunaler Unternehmen (VKU) und der Deutschen Vereinigung des Gas- und Wasserfaches (DVGW). Weiter gehörte er dem Aufsichtsrat und technischen Ausschuss der Gasversorgung Süddeutschland (GVS) an.

## Ehrungen
- 1952: Verdienstkreuz (Steckkreuz) der Bundesrepublik Deutschland